# Cleonymia lusitanica
Cleonymia lusitanica là một loài bướm đêm trong họ Noctuidae.